# عنق الثيل
عُنُقُ الثِّيلِ أو المُصَبَّعة (الاسم العلمي: Digitaria) هو جنس نبات من الفصيلة النجيلية، يضمّ العديد من الأنواع، منها:
- عُنُقُ الثِّيلِ الدَّمَوِيُّ (الاسم العلمي: Digitaria sanguinalis)
- عُنُقُ الثِّيلِ السُّلَّمِيُّ (الاسم العلمي: Digitaria scalarum)
- عُنُقُ الثِّيلِ الصَّاعِدُ (الاسم العلمي: Digitaria adscendens)
- عُنُقُ الثِّيلِ القُطْنِيُّ الزَّهْرِ (الاسم العلمي: Digitaria eriantha)
- عُنُقُ الثِّيلِ المُتَدَلِّي (الاسم العلمي: Digitaria decumbens)
- عُنُقُ الثِّيلِ المَنْفِيُّ (الاسم العلمي: Digitaria exilis)
- عُنُقُ الثِّيلِ الهُدْبِيُّ (الاسم العلمي: Digitaria ciliaris)